# Acanthodactylus boskianus
Acanthodactylus boskianus är en ödleart som beskrevs av Daudin 1802. Acanthodactylus boskianus ingår i släktet fransfingerödlor, och familjen lacertider.
Arten förekommer i norra Afrika fram till Sahelzonen, på Arabiska halvön samt fram till Turkiet och Irak. Honor lägger ägg.

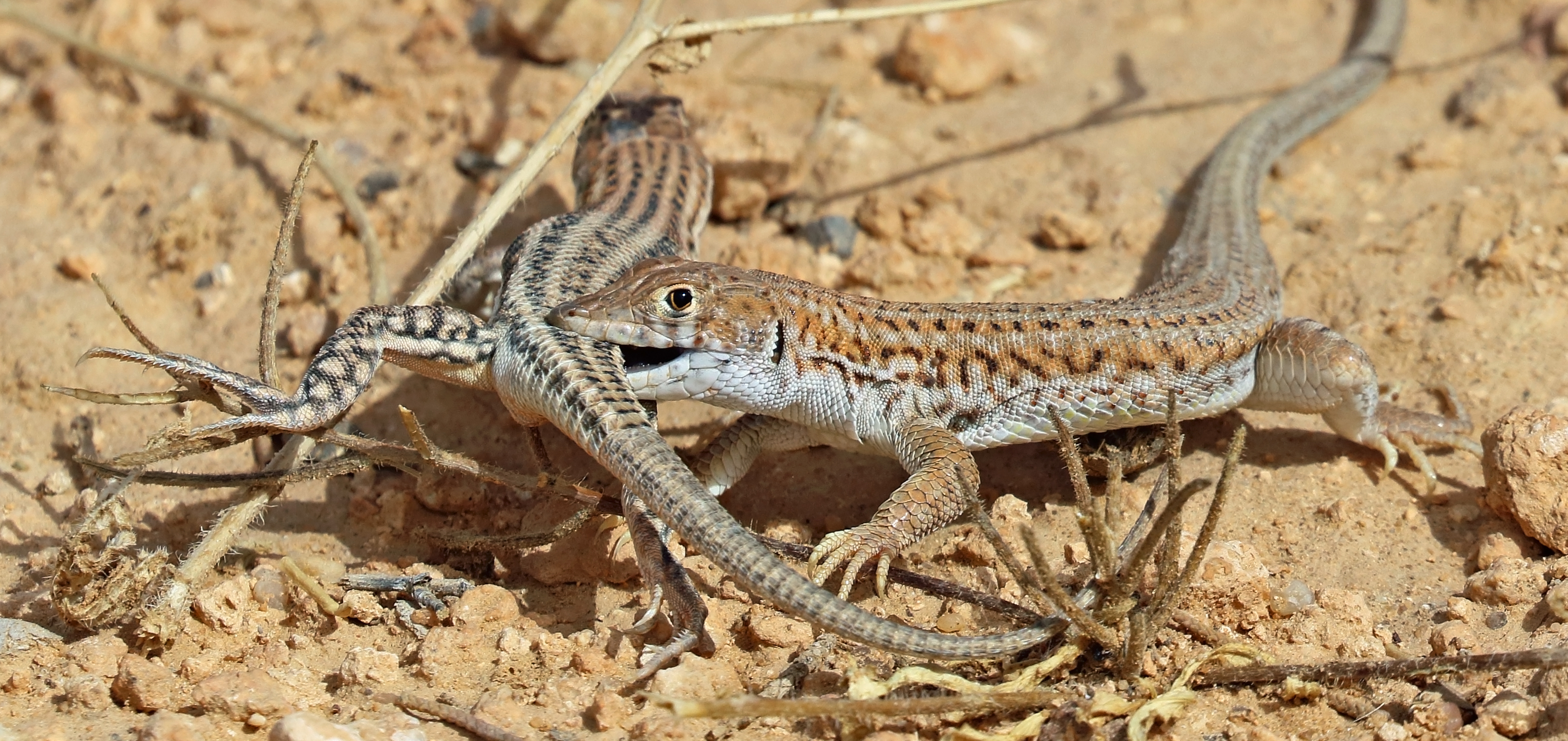
Två exemplar under parningsleken

## Underarter
Arten delas in i följande underarter:
- A. b. asper
- A. b. boskianus
- A. b. euphraticus